# Sojus 31
Sojus 31 ist die Missionsbezeichnung für den am 26. August 1978 gestarteten Flug eines sowjetischen Sojus-Raumschiffs zur sowjetischen Raumstation Saljut 6. Es war der sechste Besuch eines Sojus-Raumschiffs bei dieser Raumstation und der 50. Flug im Sojusprogramm. Sigmund Jähn flog damit im Rahmen des Interkosmos-Raumfahrtprogramms als erster Deutscher ins All. Das Raumschiff wurde von der vierten Besuchsmannschaft Saljut 6 EP-4 zur Raumstation gebracht und diente der zweiten Langzeitbesatzung Saljut 6 EO-2 zur Rückkehr.

## Besatzung

### Startbesatzung
- Waleri Fjodorowitsch Bykowski (3. Raumflug), Kommandant
- Sigmund Jähn (1. Raumflug), Forschungskosmonaut ( DDR)

Bykowski war damit nach Schatalow (1971), Jelissejew (1971) und Klimuk (1978) der vierte Kosmonaut, der es auf drei Raumflüge brachte. Dieser Flug war außerdem der letzte, bei dem ein Veteran des Wostok-Programms zum Einsatz kam.

### Ersatzmannschaft
- Wiktor Wassiljewitsch Gorbatko, Kommandant
- Eberhard Köllner, Forschungskosmonaut ( DDR)

### Rückkehrbesatzung, gestartet mit Sojus 29
- Wladimir Wassiljewitsch Kowaljonok (2. Raumflug), Kommandant
- Alexander Sergejewitsch Iwantschenkow (1. Raumflug), Bordingenieur

## Missionsüberblick
Nachdem Bykowski und Jähn am 28. August 1978 an die Raumstation Saljut 6 angekoppelt hatten, wurden sie dort von der Stammbesatzung Kowaljonok und Iwantschenkow begrüßt. In den folgenden sieben Tagen wurden zahlreiche wissenschaftliche Experimente durchgeführt. Dazu zählten wissenschaftlich-technische Experimente mit der Multispektralkamera MKF 6 zur Erdfernerkundung, materialwissenschaftliche Experimente, Experimente zur Kristallisation, Formzüchtung und Rekristallisation sowie Züchtung eines Monokristalls, medizinische Experimente, Untersuchung der Auswirkungen der Schwerelosigkeit auf das Sprechvermögen, arbeitspsychologische Untersuchungen, Überprüfung der Hörschwelle der Stammbesatzung, biologische Experimente zum Zellwachstum in der Schwerelosigkeit und zur Verbindung von Mikroorganismen mit organischen Polymeren und anorganischen Stoffen. 
Nach der Abreise von Bykowski und Jähn am 3. September blieb Sojus 31 als Rückkehrraumschiff für Kowaljonok und Iwantschenkow am hinteren Kopplungsstutzen der Saljut. Dieser Port war aber für den erwarteten Transporter Progress 4 notwendig, denn nur von dort konnte man den angelieferten Treibstoff in die Saljut-Tanks umpumpen. Also begaben sich die beiden Kosmonauten am 7. September in das Raumschiff, koppelten ab und setzten einige hundert Meter zurück. Die Bodenstation ließ Saljut 6 um eine halbe Drehung rotieren, so dass das Sojus-Raumschiff an den vorderen Port ankoppeln konnte. Dies war das erste Mal in der Geschichte der Raumfahrt, dass ein Raumschiff an einer Raumstation umkoppelte.
Am 2. November 1978 begaben sich Kowaljonok und Iwantschenkow erneut in ihr Raumschiff und kehrten zur Erde zurück.